# Xylota nigroaenescens
Xylota nigroaenescens är en tvåvingeart som beskrevs av Camillo Rondani 1875. Xylota nigroaenescens ingår i släktet vedblomflugor, och familjen blomflugor. Inga underarter finns listade i Catalogue of Life.